# Blue Clipper
Blue Clipper est une goélette à trois mâts du Royaume-Uni. C'est un voilier-charter de la Maybe Sailing qui gère aussi le Maybe.
Son port d'attache est La Valette à Malte. 

## Histoire
Ce clipper a été construit en 1991 à FEAB Marstrandsverken  en Suède. Il a été la propriété de la célèbre entreprise de brandy Hennessy sous le nom de Spirit of Hennessy. En 1872, le navire Alfred avait apporté la première charge de Cognac de la France à Shanghai. En 1992, il a répété a répété ce voyage historique.
Puis il a été acquis par la Maybe Sailing qui propose, avec ses deux voiliers, une formation à la voile comme membre d'équipage. 
Il a participé, en 2017, à l'intégralité de la RDV2017 Tall Ships' Races Regatta. 
À l'arrivée de la 5e étape reliant Halifax (Canada) au Havre dont il a gagné l'épreuve en Classe B devant Jolie Brise, il a participé au rassemblement Les Grandes Voiles du Havre.